# Ellistown
Ellistown – wieś w Anglii, w hrabstwie Leicestershire. Leży 17 km na północny zachód od miasta Leicester i 157 km na północny zachód od Londynu. W 2001 miejscowość liczyła 2106 mieszkańców.